# Асланян, Гарегин Самвелович
Гарегин Самвелович Асланян (1 апреля 1947, Ереван, Армянская ССР — 17 июня 2006, Москва) — российский научный деятель, изобретатель, исполнительный вице президент Центра энергетической политики, доктор физико-математических наук, профессор, лауреат премии Правительства Российской Федерации в области науки и техники.

## Биография
В 1972 году окончил теплоэнергетический факультет Московского энергетического института.
Гарегин Самвелович Асланян работал в Институте высоких температур, пройдя путь от младшего научного сотрудника до заведующего сектором.
Его научная деятельность внесла вклад в повышение эффективности и экологической чистоты процессов сжигания твердого топлива.
Гарегин Самвелович стоял у истоков создания Центра энергетической политики.
Основными направлениями его научно-практической деятельности в Центре являлись проблемы обеспечения энергетической безопасности России, повышение энергетической эффективности экономики страны, снижение негативного влияния энергетики на окружающую среду.
Гагерин Самвелович Асланян являлся одним из основных разработчиков доктрины энергетической безопасности России. В 2000 году за разработку системы критериев энергетической безопасности России и ее регионов Гарегин Самвелович в составе группы ученых был удостоен премии Правительства РФ в области науки и техники.
Им разработаны учебные модули по экологически чистым угольным технологиям (ЮНЕСКО), а также система индикаторов устойчивого энергетического развития (МАГАТЭ).
Учёный привлекался в качестве эксперта в проекты Европейской Экономической Комиссии ООН, Азиатско-тихоокеанского экономического сотрудничества.

## Семья
Сын — Асланян Сергей Гарегинович, предприниматель, основатель ГК «Максима».

## Публикации
Гарегиным Самвеловичем написано более 100 научных статей и 10 монографий, опубликованных в отечественной и зарубежной научно-технической печати, им подготовлено 10 кандидатов наук.
Некоторые из публикаций:
- Комплексная переработка твердых горючих ископаемых с получением синтетических топлив / председатель Совета, академик Шейндлин А. Е., ученый секретарь Совета, канд. техн. наук Асланян Г. С. ; Гос. комитет по науке и технике СССР, Научный совет по проблеме получения синтетических топлив. - Москва : ВИНИТИ, 1984. - 363 с. : ил., табл.
- Энергоэффективность как основа устойчивого развития мира : Учеб. пособие / Центр энергет. политики, Моск. гос. ун-т инженер. экологии; [Г. Асланян и др.]. - Москва : Центр энергет. политики : МГУИЭ, 2000. - 287 с. : ил., табл.; 24 см.; ISBN 5-901054-05-9
- Твердое солнце Земли / Г. С. Асланян, Э. Э. Шпильрайн, В. А. Кузьминов; Отв. ред. А. Е. Шейндлин; АН СССР. - Москва : Наука, 1990. - 174,[3] с. : ил.; 21 см.; ISBN 5-02-002611-5
- Теплофизика высоких температур, 1994, Т.32, №6.[3]
- Программа расчета состава, термодинамических и переносных свойств многокомпонентных химически реагирующих гетерогенных систем (ИВТАН, 1994, 54 с.)
- Проблемы становления водородной энергетики (Теплоэнергетика, 2006, №53(4), страницы 316–324)
- Monitoring the sustainability of Russia's energy development (Natural Resources Forum, 2005, 29(4), страницы 334–342)
- Экономические механизмы повышения эффективности предоставления коммунальных услуг по энерго- и водоснабжению (Теплоэнергетика, 2005, №52(2), страницы 109–115)
- Проблемы, стоящие перед энергетическим сектором страны (Теплоэнергетика, 2004, №1, страницы 28–32)
- Энергосбережение как важнейший компонент природоохранной политики (Теплоэнергетика, №1, страницы 76-80)
- Численное исследование процессов тепло- и массообмена горящей угольной частицы (Теплофизика высоких температур, 1994, Т.29, №3. Страницы 570-576)
- Численное моделирование турбулентного горения газообразного топлива в осесимметричных камерах (Физика горения и взрыва, №34(4) (1998),  страницы 3–12)
- Некоторые особенности численного моделирования задач гидродинамики и горения (Матем. моделирование, №8:3 (1996), страницы 27–32)
- Рациональное и эффективное использование энергетических ресурсов в Центральной Азии (Проект ЕЭК/ЭСКАТО «Рациональное и эффективное использование энергетических и водных ресурсов в странах Центральной Азии». «СПЕКА», Москва, 2002 г)
- Итоги международного совещания «Россия – Европа: стратегия энергетической безопасности» (Сборник «Энергетика России», Бушуев В.В. Избранные статьи, доклады, презентации. Москва, 2012. С. 29-35)
- Роль государства в обеспечении энергетической безопасности (Энергетическая политика. 1996. № 2. С. 10)
- Энергоэффективность как основа устойчивого развития мира (Учеб. пособие / Центр энергет. политики, Моск. гос. ун-т инженер. экологии; [Г. Асланян и др.]. - Москва : Центр энергет. политики : МГУИЭ, 2000. - 287 с. : ил., табл.; 24 см.; ISBN 5-901054-05-9)[4]
- Разработка одномерной математической модели и расчет сжигания полидисперсного спутного потока пылеугольного топлива (Москва : Науч. об-ние "ИВТАН", 1993 (1994). - 39 с. : ил.; 20 см. - (Препринт. Рос. АН, Науч. об-ние "ИВТАН" N 2-379)
- Развитие чистых угольных технологий в энергетике США (Изв. АН СССР. Транспорт и энергетика, 1988)

## Награды и премии
Лауреат премии Правительства Российской Федерации в области науки и техники (1999).